# Harvard Computers

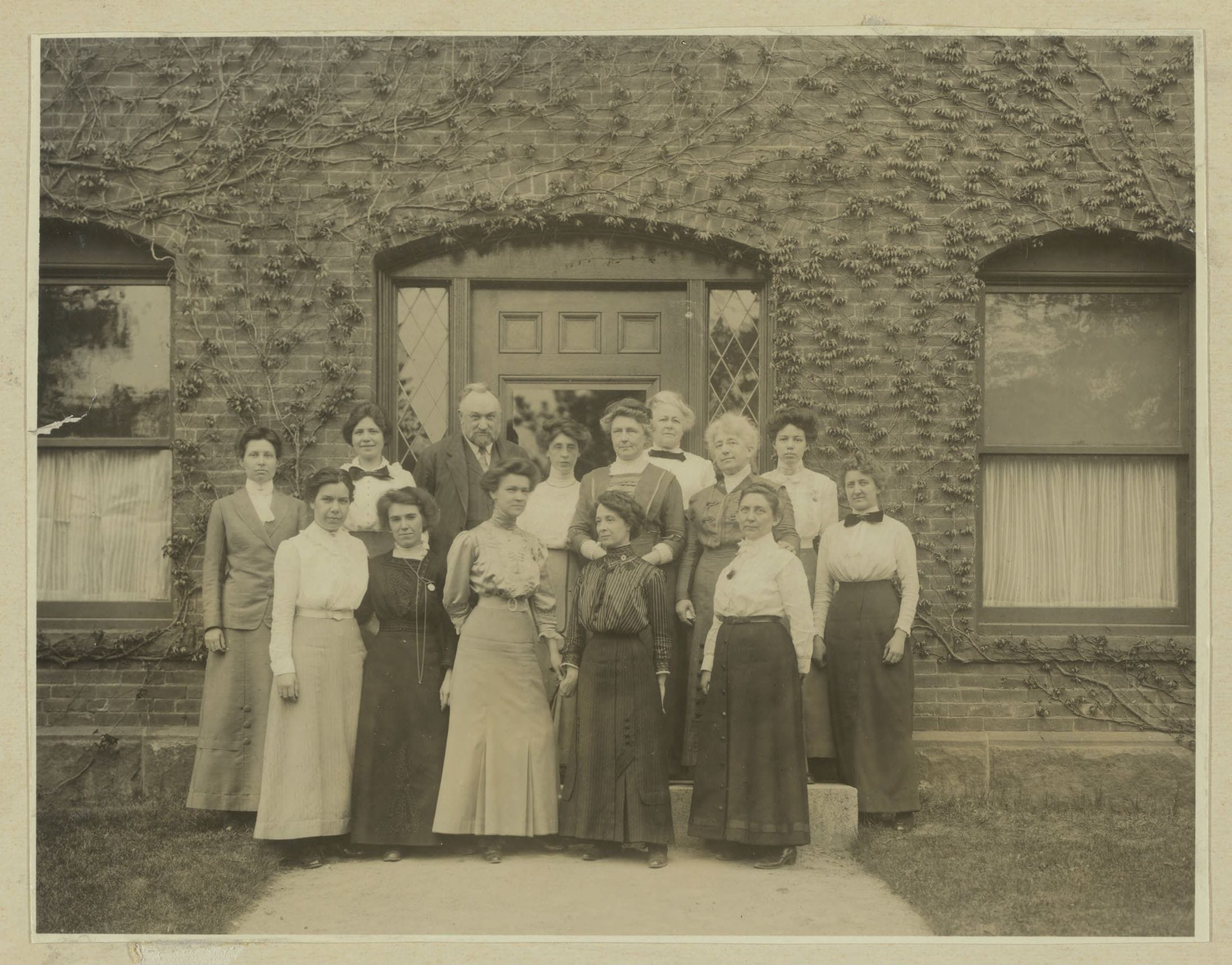
Les Harvard Computers devant le bâtiment C du Harvard College Observatory (1913).

Les Harvard Computers (« calculatrices de Harvard ») ou moins élégamment le « Harem de Pickering » (Pickering's Harem) désigne le groupe de femmes engagées entre la fin du XIXe siècle et les années 1950 comme calculatrices afin de traiter mathématiquement d'importantes quantités d'informations astronomiques au sein de l'Observatoire de l'université Harvard (Harvard College Observatory ou HCO) ; celles-ci ont été embauchées au fil du temps par l'astronome américain Edward Charles Pickering, lui-même directeur de l'Observatoire de l'université Harvard de 1877 à 1919. Parmi ces personnes, figurent les astronomes Williamina Fleming, Annie Jump Cannon, Henrietta Swan Leavitt et Antonia Maury.
Le projet de Pickering au sein du laboratoire sur lequel ont travaillé ces calculatrices et astronomes a été le repérage, la caractérisation et le classement des étoiles, ainsi que la création d'une carte du ciel comprenant les cieux des deux hémisphères terrestres.
L'Observatoire de l'université Harvard est situé à Cambridge, dans le Massachusetts, aux États-Unis. Les femmes employées comme calculatrices au sein de cet observatoire ont fait ou été à la source de découvertes majeures en astronomie.

## Phénomène
La composition d'un groupe d'employées féminines autour d'un scientifique masculin est un exemple d'un phénomène connu en histoire et sociologie des sciences comme l'effet de harem. Il est admis que Pickering a engagé des femmes plutôt que des hommes parce que celles-ci étaient moins payées, dans le contexte d'une quantité d'informations à traiter dépassant les capacités de traitement de l'observatoire.

## Histoire des calculatrices de Harvard

### Prémices
Durant plusieurs années, les femmes ont eu l'interdiction de travailler au sein de l'Observatoire de l'université Harvard ; quelques femmes — comme Eliza Quincy — ont pu y travailler sans salaire, mais ce n'est qu'en 1875 que la première femme y est embauchée en tant qu'assistante. Parmi les volontaires non payées, se sont trouvés R.T. Rogers, R.G. Saunders et Anna Winlock.

### Le groupe des calculatrices de Harvard

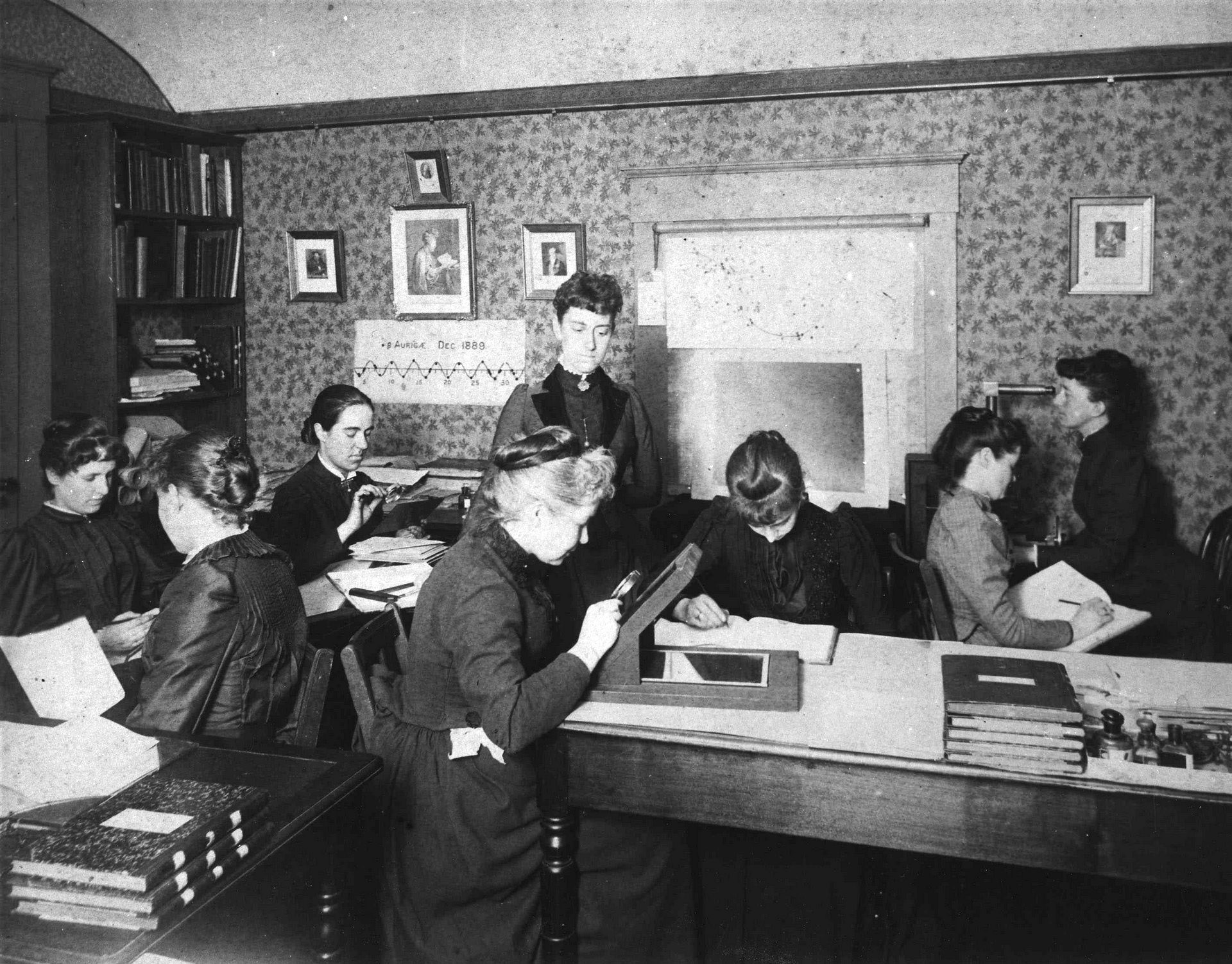
Les calculatrices travaillant pour Charles Pickering vers 1890 avec, en particulier, Henrietta Swan Leavitt, troisième depuis la gauche, Annie Jump Cannon, Williamina Fleming debout au centre et Antonia Maury.

La première femme engagée par Pickering — quatrième directeur de l'observatoire — est Williamina Fleming, qu'il avait auparavant engagée comme bonne pour sa maison. Pickering devenant de plus en plus frustré des piètres résultats de ses assistants masculins, il déclare que même sa bonne ferait un meilleur travail ; Fleming s'étant mise à la tâche de façon efficace, cela se confirme. Pickering souhaitait étudier et faire conserver soigneusement la collection de photographies sur plaques de verre de l'observatoire, qui grandissait au fur et à mesure des observations au télescope. Certaines sources indiquent que les premières femmes à avoir travaillé au sein de son laboratoire ont été Anna Winlock, Selina Bond, Nettie A. Farrar et Williamina Fleming ; l'année 1881 marque les premières embauches féminines.
Quelque temps plus tard, en 1886, l'observatoire de Harvard reçoit un don de Mary Anna Draper, la veuve de Henry Draper. Dès lors, Pickering engage davantage de personnel féminin, tandis que Fleming acquiert de plus en plus de responsabilités.
Grâce au travail des calculatrices, Pickering publie dès 1890 le premier Catalogue Henry Draper, contenant plus de 10 000 étoiles classifiées selon leur type spectral. Il engage alors Antonia Maury, diplômée du Vassar College, afin de mieux classifier certaines étoiles. Celle-ci décide de faire mieux et refait la conception du système de classification. Cette classification est publiée en 1897, mais demeure ignorée. Plus tard, Pickering engage Annie Jump Cannon, une diplômée du Wellesley College, pour poursuivre les travaux afin de faire évoluer la classification et classifier les étoiles de l'hémisphère sud. Tout comme Maury, elle finit par concevoir un nouveau système de classification du type spectral et développe ainsi le Schéma de classification de Harvard, qui est à la base du système utilisé de nos jours. D'autres femmes ont fait partie des calculatrices de l'observatoire.
Bien qu'une partie des employées de Pickering aient été diplômées en astronomie, leurs salaires étaient semblables à ceux de la main-d’œuvre non qualifiée. Elles gagnaient entre 25 et 50 cents de l'heure, ce qui était davantage qu'un travailleur d'usine, mais moins qu'une secrétaire, et coûtait au laboratoire moins que pour un homme ayant les mêmes qualifications et compétences.
Entre 1885 et 1927, environ 80 femmes ont travaillé sur les photographies des étoiles au sein du laboratoire de l'observatoire. Des calculatrices de Harvard travailleront jusque dans les années 1950 sur le catalogue Henry Draper. Toutes ces femmes de science auront notamment fait avancer les connaissances sur les étoiles, découvert un très grand nombre d'entre elles — dont nombre d'étoiles variables et des novas — ainsi que des galaxies et des nébuleuses, étudié le spectre stellaire, fait fortement progresser la classification des étoiles en fonction de leur spectre, et inventé des méthodes ayant permis de mesurer des distances dans l'espace,.

### Redécouverte des travaux effectués par lesHarvard Computers
Au début du XXIe siècle, un grand volume de pages de calculs effectués par les calculatrices de Harvard a été redécouvert ; un nouveau groupe de chercheuses travaille sur ces notes, en les mettant en relation avec la collection de plaques photographiques de l'observatoire concernant le ciel nocturne. Parmi les scientifiques revenant sur les traces des calculatrices et astronomes, Smith Zrull étudie les initiales notées sur les papiers protégeant chaque plaque et les relie aux noms de personnes ayant travaillé dans l'observatoire : en août 2017, elle avait recensé environ 130 noms de femmes et 40 initiales n'ont pas encore eu de correspondance avec des personnes. Certaines de ces initiales ont appartenu à d'autres que les calculatrices de Harvard : des astronomes masculins, des assistants, et même certaines épouses d'astronomes qui étaient bénévoles. À une période où l'entrée des femmes à l'université était encore souvent socialement désapprouvée, il est étonnant que celles-ci aient pu être si nombreuses à travailler de façon autonome en science, indique Smith Zrull. Cette même scientifique a redécouvert également plusieurs centaines de carnets de notes des calculatrices, stockés pendant de longues périodes hors du site de l'université Harvard. Les recherches sur ces carnets de notes et autres documents laissés par les chercheuses et calculatrices de Harvard ont ensuite amorcé le projet PHaEDRA (Preserving Harvard's Early Data and Research in Astronomy) destiné à leur catalogage, en lien avec les bibliothécaires d'Harvard.

## Liste de calculatrices de Harvard
On compte parmi les calculatrices et astronomes femmes de Harvard les plus connues :
- Williamina Fleming (1857-1911), première des calculatrices de Harvard à être devenue célèbre, ses notes montrent qu'elle a notamment découvert la nébuleuse de la Tête de Cheval — toutefois, ce fut un astronome masculin d'un autre observatoire qui eut plus tard le crédit de cette découverte — à partir des plaques photographiques de l'observatoire; elle a aussi proposé un système de classification stellaire à partir de l'hydrogène dans leur spectre et dirigé les travaux de plusieurs autres calculatrices[2].
- Anna Winlock (1857-1904)
- Antonia Maury (1866-1952)
- Henrietta Swan Leavitt (1868-1921), embauchée à l'observatoire en 1895 avec pour objectif de mesurer et cataloguer la luminosité des étoiles ; elle découvrira notamment la relation période-luminosité des étoiles céphéides, un moyen de mesurer la distances de galaxies, avec une relation mathématique nommée loi de Leavitt[2].
- Annie Jump Cannon (1863-1941), embauchée à l'observatoire en 1896  et y ayant travaillé jusqu'à peu avant sa mort ; elle créera la base du système de classification des étoiles actuellement utilisé avec le Harvard Classification System for classifying stars (Système de classification de Harvard pour classifier les étoiles)[2].
- Florence Cushman (1860-1940)
- Cecilia Payne-Gaposchkin (1900-1979), entrée à l'observatoire en 1923 et doctorante du Radcliffe College en 1925 ; elle aura des difficultés à être reconnue par l'université de Harvard et n'aura pas de statut officiel auprès du laboratoire bien qu'y travaillant auprès du directeur Harlow Shapley : la reconnaissance de l'université viendra dans les années 1950 avec son accession au poste de professeure et à la tête du département d'astronomie de l'université[2].

Certaines d'entre elles ont particulièrement marqué l'histoire de l'astronomie.

## L'expression «Harem de Pickering»
L'expression en usage à l'époque, « harem de Pickering », est considérée aujourd'hui comme une des manifestations du sexisme régnant dans les milieux scientifiques,,, de même que la division du travail en fonction de critères de genre.

## Renommée
À l'époque de leurs travaux, les calculatrices et astronomes femmes de Harvard ont été célèbres : les journaux ont parlé d'elles et certaines ont pu publier une partie de leurs articles en leur nom propre. Cependant, bien qu'elles aient eu la reconnaissance pour leurs travaux, elles ont été quelque peu oubliées par la suite avant d'être redécouvertes.